# Germanus von Granfelden

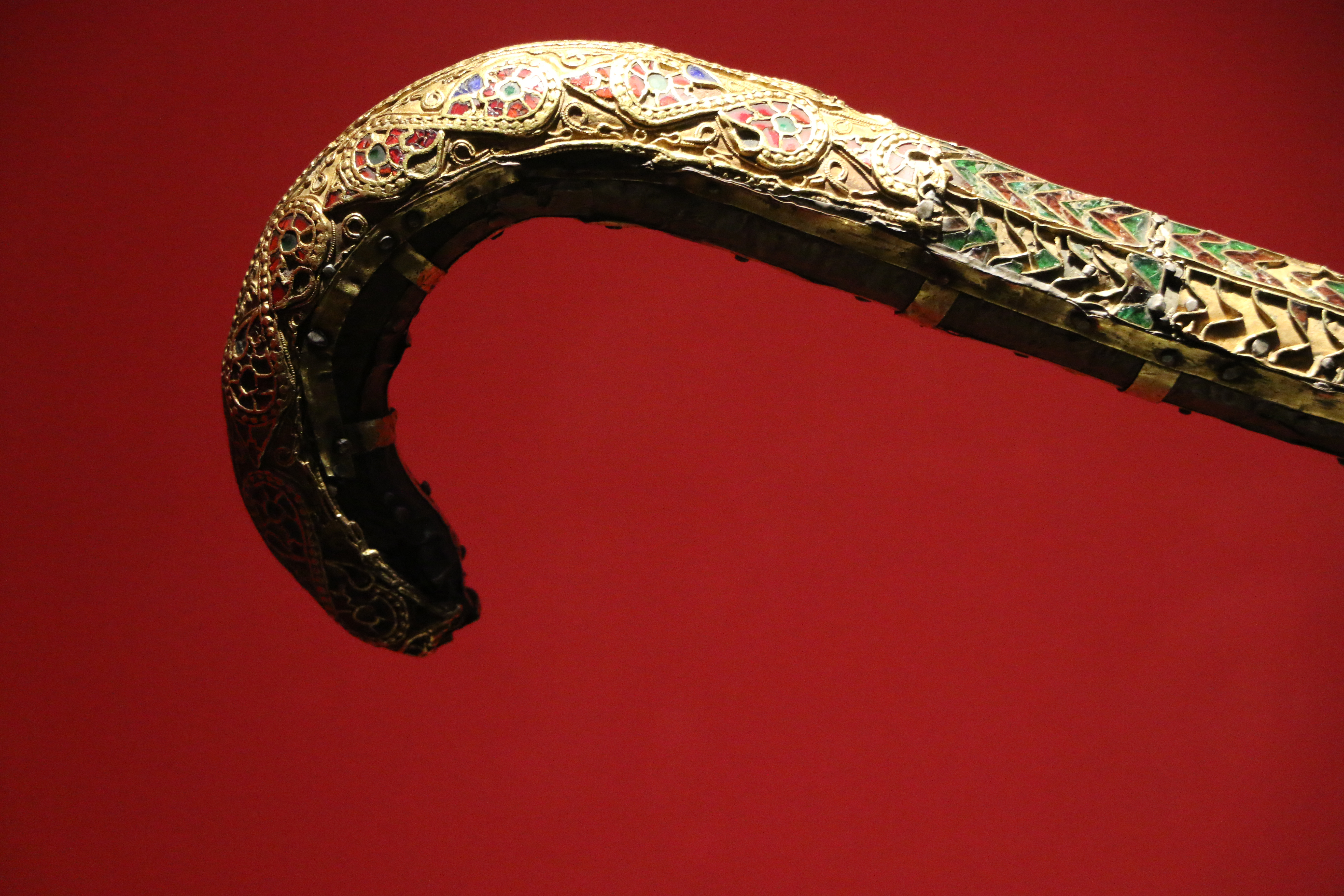
Abtsstab des hl. Germanus

Germanus von Granfelden (* um 612 in Trier; † 675 bei Moutier, Kanton Bern, Schweiz) war der erste Abt des Klosters Moutier-Grandval; er ist ein christlicher Heiliger.
Germanus stammte aus einer einflussreichen Senatorenfamilie von Trier. Er wurde Mönch und zog zuerst ins Kloster Remiremont, später wechselte er ins Kloster Luxeuil. Als um 640 das Kloster Moutier-Grandval (Granfelden) gegründet wurde, übertrug ihm Abt Waldebert von Luxeuil die Leitung dieses Klosters. Während rund 35 Jahren war Germanus dort Vorsteher.
Nach der Legende wollte Herzog Eticho im Jahr 675 das Gebiet um Delsberg unterwerfen. Germanus trat als Vermittler auf und traf mit seinem Begleiter Randoald bei Courtételle (südwestlich von Delsberg) auf ihn. Nach Auseinandersetzungen wurden Germanus und Randoald auf dem Rückweg von Anhängern des Herzogs erschlagen.
Sein Gedenktag ist der 21. Februar. Sein Abtsstab ist bis heute erhalten geblieben und gehört zu den ältesten erhaltenen Krummstäben. Er wird im Musée jurassien d’art et d’histoire in Delsberg aufbewahrt.